# U Pavonis
U Pavonis är en pulserande variabel av Mira Ceti-typ  i stjärnbilden Påfågeln. 
Stjärnan varierar mellan visuell magnitud +8,27 och 15,2 med en period av 289,7 dygn.